# Gama Goat

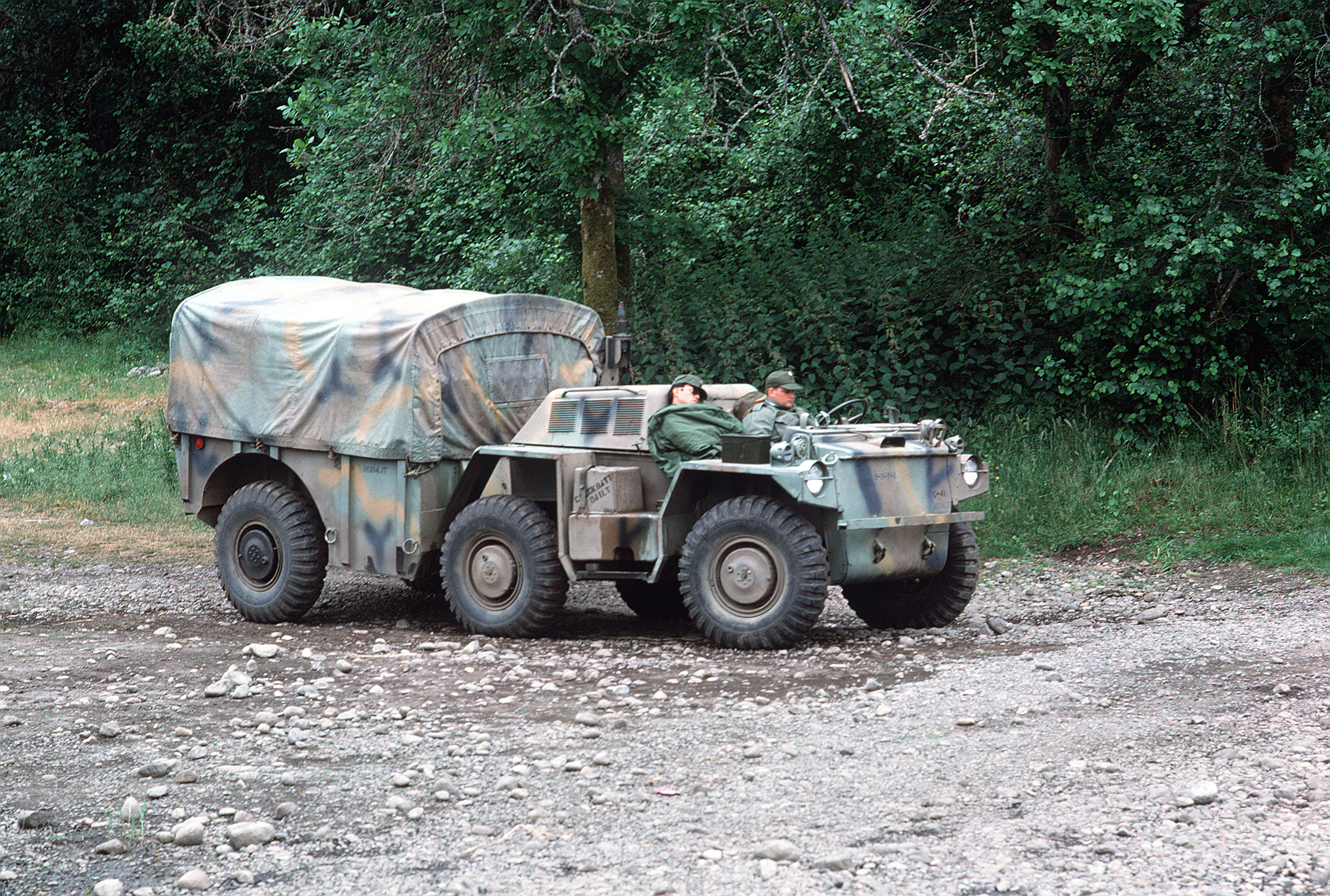
M561 Gama Goat

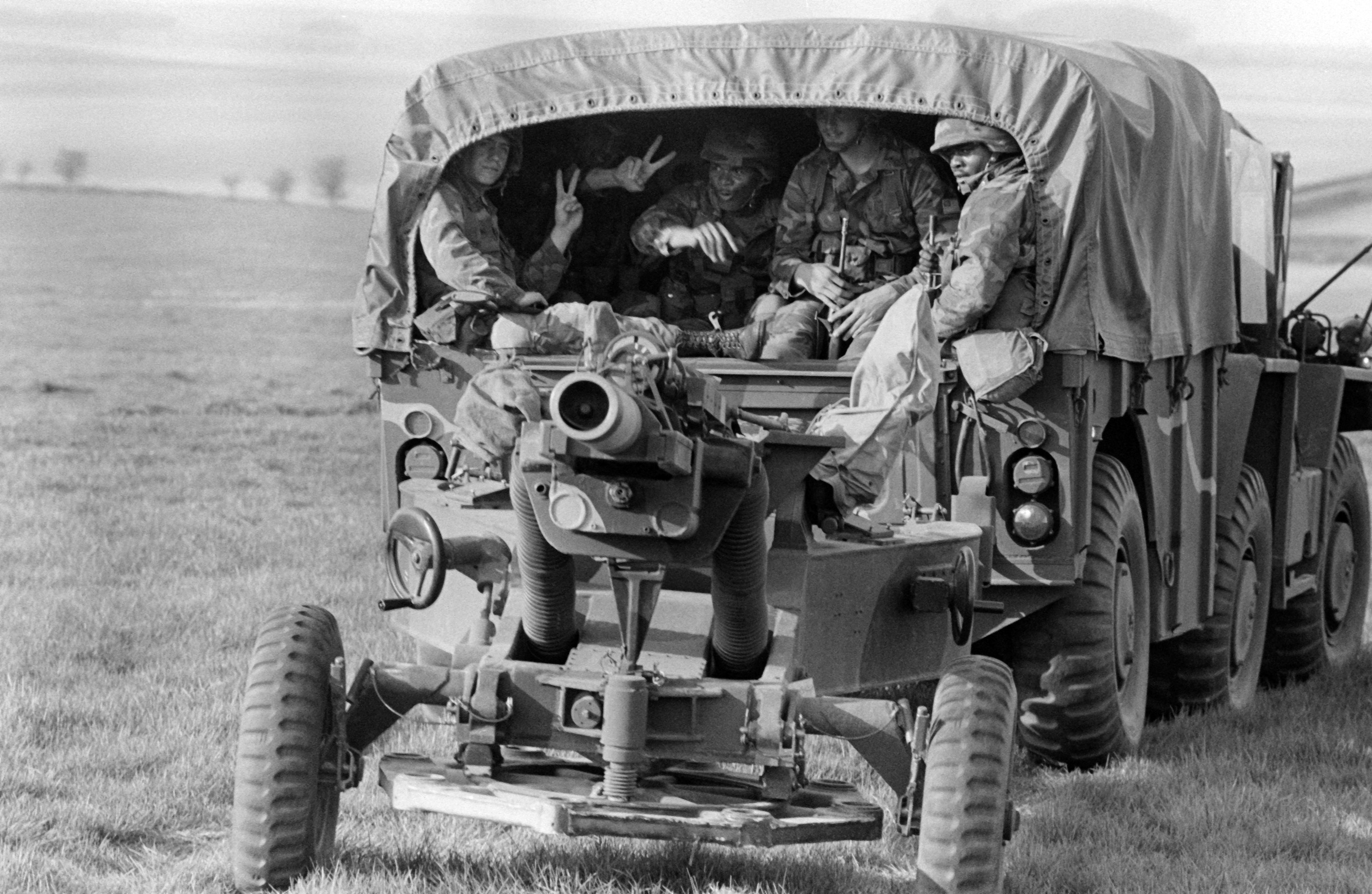
M561 Gama Goat mit angehängter leichter Haubitze

Gama Goat ist ein US-amerikanisches Semi-Amphibienfahrzeug mit einer Zuladung von 1,25 Tonnen. Der Dreiachser ist zweiteilig, alle Räder sind angetrieben (6×6) und zwei Achsen sind lenkbar. Es wurde  im Auftrag der ARPA für das unwegsame und zum Teil sumpfige Kampfgebiet im Vietnamkrieg konstruiert. Hersteller des völlig neu entwickelten Militärfahrzeuges war Ling-Temco-Vought (North Carolina).
Es gibt zwei Militärversionen: M561 und M792 (Sanitätsdienst). Die amerikanischen Streitkräfte verwendeten das Fahrzeug von den 1970er bis in die 1990er Jahre. Es wurden 15.274 Gama Goats zum Preis von je 8000 US-Dollar verkauft.